# چرت قهوه

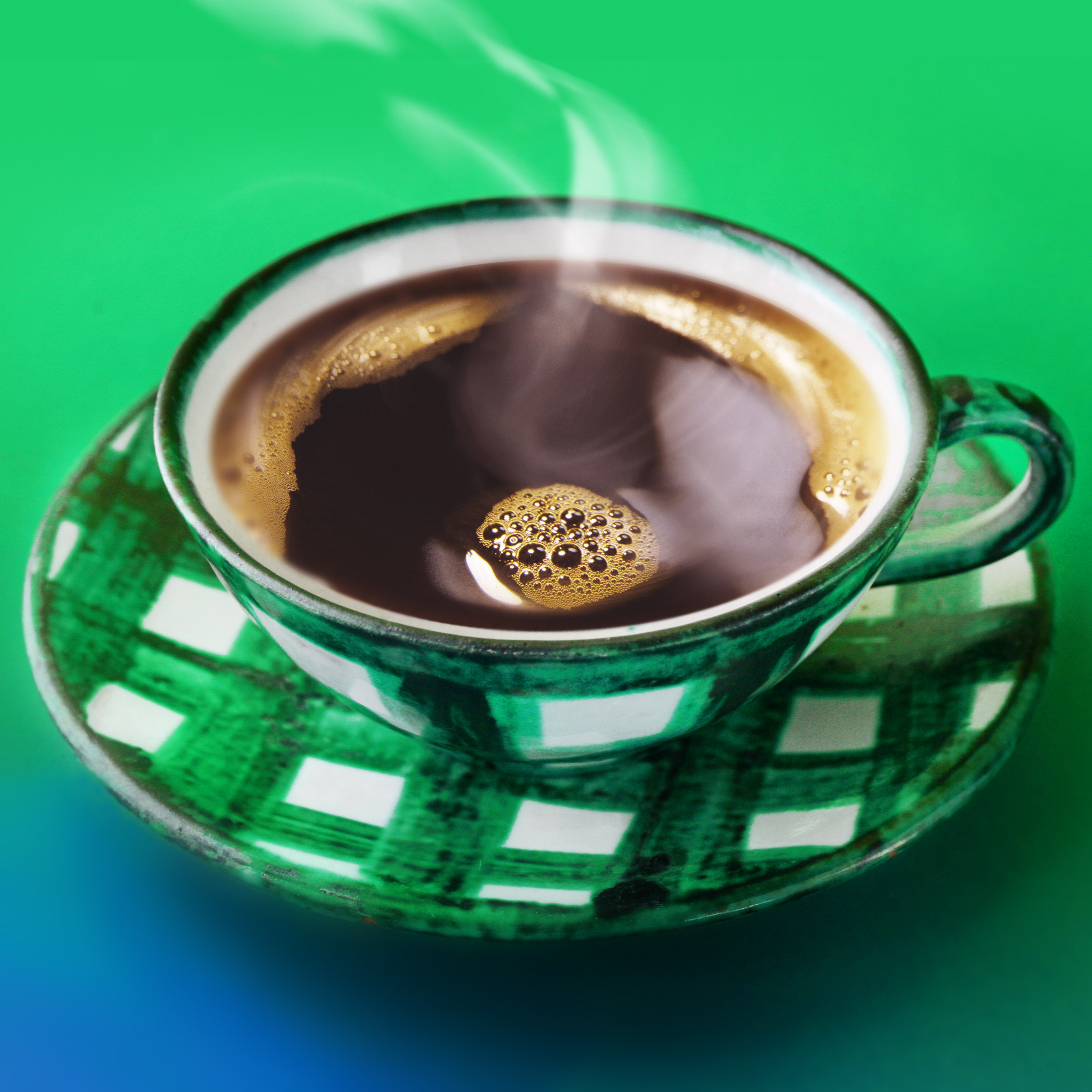
نوشیدن یک فنجان قهوه ۱۵ دقیقه قبل از خوابیدن را چرت قهوه می‌نامند.

چرت قهوه (به انگلیسی: Coffee nap) یا چرت کافئینی مدت کوتاهی از خواب است که ۱۵ الی ۲۰ دقیقه طول می‌کشد که توسط نوشیدن یک نوشیدنی کافئینی مانند چای یا قهوه برای مقابله با خواب آلودگی طی روز ایجاد می‌شود. تحقیق نشان می‌دهد که چرت قهوه از چرت‌های معمولی در بهبود هوشیاری و عملکرد شناختی بعد از خواب موثرتر است. طبق گفته محققان، ترکیب کافئین و یک خواب کوتاه به بدن کمک می‌کند تا از ترکیبات شیمیایی القا کننده خواب بنام آدنوزین خلاص شود. از آنجایی که بدن حدود ۲۰ دقیقه طول می‌کشد تا به کافئین پاسخ دهد، فرد کاملاً پس از چرت هوشیار است و کافئین با خود چرت هیچ تداخلی ندارد. یک گفته پیشنهاد داده است که مثل «دو جرعه انرژی مضاعف» می‌مانند از بوست محرک کافئین بعلاوه هوشیاری بهتر پس از چرت زدن. این روند بر انسان‌های خواب زده که بعد از به آنها وظیفه راندن یک وسیله نقلیه موتوری داده شده است، هرچند روی جمعیت‌های پیرتر انجام نشده است.